# Halterofilismo nos Jogos Olímpicos de Verão da Juventude de 2010 - Até 58 kg feminino
A competição da categoria até 58 kg feminino do halterofilismo nos Jogos Olímpicos de Verão da Juventude de 2010 foi disputada no dia 17 de agosto, às 11:30 (UTC+8), no Toa Payoh Sports Hall, em Cingapura. Dez halterofilistas participaram deste evento, limitado a atletas com peso corporal inferior a 53 kg.
Cada competidora realizou os movimentos de arranque e arremesso, com o resultado final sendo a soma do maior peso levantado em cada movimento. A atleta tinha o direito de realizar três tentativas em cada movimento, sendo que as duas piores eram descartadas.

## Medalhistas
| Ouro   | CHN Deng Wei           |
| Prata  | KAZ Zulfia Tchinchanlô |
| Bronze | NGR Racheal Ekoshoria  |

## Resultados
| Pos.              | Atleta                  | Peso corporal (kg) | Arranque (kg) | Arranque (kg) | Arranque (kg) | Arranque (kg) | Arremesso (kg) | Arremesso (kg) | Arremesso (kg) | Arremesso (kg) | Total (kg) |
| Pos.              | Atleta                  | Peso corporal (kg) | 1             | 2             | 3             | Res.          | 1              | 2              | 3              | Res.           | Total (kg) |
| ----------------- | ----------------------- | ------------------ | ------------- | ------------- | ------------- | ------------- | -------------- | -------------- | -------------- | -------------- | ---------- |
| Medalha de ouro   | CHN Deng Wei            | 57,37              | 100           | 105           | 110           | 110           | 125            | 132            | 137            | 132            | 242        |
| Medalha de prata  | KAZ Zulfia Tchinchanlô  | 55,54              | 90            | 95            | 97            | 95            | 120            | 125            | 130            | 130            | 225        |
| Medalha de bronze | NGR Racheal Ekoshoria   | 55,13              | 80            | 80            | 85            | 85            | 105            | 110            | 110            | 105            | 190        |
| 4                 | ECU Veronica Haro       | 57,76              | 73            | 77            | 77            | 73            | 93             | 93             | 98             | 93             | 166        |
| 5                 | PER Silvana Saldarriaga | 57,55              | 65            | 65            | 70            | 65            | 86             | 90             | 93             | 93             | 158        |
| 6                 | CMR Myriam Ghekap       | 56,49              | 67            | 70            | 70            | 67            | 85             | 90             | 92             | 90             | 157        |
| 7                 | MAS Fatin Atikah Osman  | 55,15              | 70            | 70            | 73            | 70            | 80             | 85             | 85             | 80             | 150        |
| 8                 | SIN Jamie Emma Wee      | 57,82              | 47            | 52            | 52            | 52            | 60             | 60             | 63             | 63             | 115        |
| 9                 | FIJ Louise Lolohea      | 57,11              | 40            | 45            | 49            | 45            | 50             | 57             | 57             | 57             | 102        |
| 10                | EGY Amal Mohamed        | 56,93              | 77            | 81            | 84            | 81            | 97             | 97             | 97             | ---            | ---        |